# Alexander Leslie Scott
Ne doit pas être confondu avec Alexander Leslie.
Alexander Leslie Scott (15 janvier 1893 -1974) est un écrivain américain de western qui a publié presque toute son œuvre sous les pseudonymes Jackson Cole et Bradford Scott.

## Biographie
A.L. Scott amorce l'écriture de western, fondé sur ses propres expériences, dès la jeune vingtaine.
En 1939, dans Lone Star Law, roman signé Jackson Cole, apparaît son héros récurrent, le ranger texan Jim Hatfield. A. L. Scott publie une cinquantaine d'aventures de ce cowboy et autorisent d'autres auteurs à en rédiger sous le même pseudonyme.
Dans les années 1940, un différend avec son éditeur fait perdre à Scott ses droits sur Jim Hatfield. Contraint d'inventer un nouveau personnage, il signe au moins 125 aventures du justicier Walt Slade, sous le pseudonyme maison de Bradford Scott.
Son fils, Justin Scott, est également romancier.

## Œuvre

### Romans

#### Série westernJim Hatfieldsignée Jackson Cole
- Lone Star Law (1939)
- Lone Star Silver (1939)
- Lone Star Legion (1940)
- Guns of Vengeance (1945)
- The Tomstone Trail (1948)

#### Autres romans signés Jackson Cole
- Outlawed (1939)
- The Outlaws of Caja Basin (1944)

#### Série westernWalt Sladesignée Bradford Scott
- The Avenger (1956)
- Canyon Killers (1956)
- Gunsmoke Over Texas (1956)
- Trigger Talk (1956)
- Curse of Texas Gold (1957)
- The Blaze of Guns (1959)
- Shootin' Man (1959)
- Texas Vengeance (1959)
- Lone Star Rider (1960)
- The Desert Killers (1961)
- Gunsmoke on the Rio Grande (1961)
- Skeleton Trail (1961)
- Smugglers' Brand (1961)
- Gunsight Showdown (1962)
- The Masked Riders (1962)
- Texas Devil (1962)
- Texas Rider (1962)
- Trail of Blood and Bones (1962)
- Bullets for a Ranger (1963)
- Gun Justice (1963)
- Gundown! (1963)
- Gunsmoke Talk (1963)
- Killer's Doom (1963)
- Outlaw Gold (1963)
- Outlaw Land (1963)
- Ranger's Revenge (1963)
- The Rattlesnake Bandit (1963)
- Rustlers' Guns (1963)
- Dead At Sunset (1964)
- Death Calls the Turn (1964)
- Guns for Hire (1964)
- Horseman of the Shadows (1964)
- Range Ghost (1964) Publié en français sous le titre Le Troupeau fantôme, traduit par Gérard, Colson, Verviers, Gérard, Marabout junior no 338, 1966
- The Range Terror (1964)
- Showdown at Skull Canyon (1964)
- Trail of Guns and Gold (1964) Publié en français sous le titre Les Forbans du pétrole, traduit par Cyrille Vermeersch, Verviers, Gérard, Marabout junior no 351, 1967
- Border Vengeance (1965)
- Death in the Saddle (1965) Publié en français sous le titre Mort en selle, traduit par Gérard Colson, Verviers, Gérard, Marabout junior no 335, 1966
- Gunslick ou Dead in Texas (1965) Publié en français sous le titre Le Chariot mystérieux, traduit par Cyrille Vermeersch, Verviers, Gérard, Marabout junior no 343, 1966
- Trails of Steel (1965)
- Bullet Brand (1967)
- Curse of Dead Man's Trail (1967)
- Death on the Rimrock (1967)
- Death's Harvest (1967)
- Hot Lead and Cold Nerve (1967)
- Rider of the Mesquite Trail (1967)
- The Sidewinder (1967)
- Texas Death (1967)
- Thunder Trail (1967)
- Boom Town (1968)
- The Border Terror (1968)
- Border War (1968)
- Death's Tally (1968)
- Hard Rock Showdown (1968)
- Haunted Valley (1968)
- Lead and Flame (1968)
- Outlaw Round-up (1968)
- The River Raiders (1968)
- Sixguns in a Bloody Dawn (1968)
- The Sky Riders (1968)
- Curse of the Dead Man's Gold (1969)
- Date with Death (1969)
- Devil from Blazing Hill (1969)
- Laredo on the Rio Grande (1969)
- Mountain Raiders (1969)
- Pecos Law (1969)
- Six Gun Fury (1969)
- Sixgun Doom (1969)
- Trail of Empire (1969)
- Death to the Ranger! (1970)
- Ranger's Roundup (1970)
- Red Road of Vengeance (1970)
- Ranger Daring (1971)
- The Ranger Wins (1971)
- A Ranger Rides the Death Trail (1972)
- Four Must Die (1973)

#### Autres romans signés Bradford Scott
- The Cowpuncher (1942)
- The Range Rider (1945)
- Desert Gold (1946)
- Gold for the Dead (1947)
- The Whip (1949)
- Walters of the Flying W (1951)
- Silver City (1953)
- The Trail of the Yuma Kid (1954)
- Badlands Boss (1956)
- Death Canyon (1957)
- The Texas Hawk (1957)
- Ambush Trail (1960)
- The Pecos Trail (1960)
- Rustler's Range (1960)
- Valley of Hunted Men (1960)
- Rangeland Guns (1961)
- Rangers At Bay (1961)
- Death Rides the Rio Grande (1962)
- Doom Trail (1962)
- Guns of Bang Town (1962)
- Death's Corral (1963)
- The Ghost Trail (1964)
- Raiders of the Rio Grande (1964)
- Bullets Over the Border (1965)
- Thundering Guns (1965)
- Wasteland Rider (1965)
- West of Laredo (1965)
- Maverick Showdown (1967)
- Blood On the Moon (1969)
- Bullet Justice (1969)
- Hands Up! (1969)
- Sixgun Talk (1969)
- Texas Blood (1969)
- Death Whispers (1970)
- Reach for Gold (1970)
- Savage Gunlaw (1971)

#### Romans signés Alexander Leslie Scott
- Boothill Town (1959)
- Black Bonanza (1964)